# الدوري الألباني لكرة السلة للسيدات
الدوري الألباني لكرة السلة للسيدات (بالألبانية: Liga e Basketbollit e Shqipërisë) هو دوري كرة سلة احترافي للسيدات في ألبانيا تأسس في سنة 1946 تلعب فيه 8 فرق.